# Погребысский, Иосиф Бенедиктович
Иосиф Бенедиктович Погребысский (23 февраля 1906, Умань — 20 мая 1971, Ленинград) — советский математик, историк науки, шахматист. Доктор физико-математических наук (1965).

## Биография
Родился в семье врача. В 1915 г. поступил в Уманскую гимназию.
В годы учёбы познакомился с шахматами и в 1918 г. победил в матче на звание чемпиона города. В 1920 г. после закрытия гимназии поступил в рабочую школу повышенного типа, которую окончил в 1923 г. В 1924 г. поступил на физико-математическое отделение Киевского института народного образования. В 1928 г. был принят в аспирантуру при кафедре математики, которой руководил Д. А. Граве. В 1931 г. окончил аспирантуру. В дальнейшем работал преподавателем в киевских вузах.
С 1935 г. работал в Институте математики АН УССР. В 1940 г. защитил диссертацию и получил степень кандидата наук.
В 1941 г. ушёл на фронт добровольцем. Служил в кавалерийском корпусе. Участвовал в боях за Львов, Сталинград. Был контужен, дважды под ним убивали лошадь. Награждён медалью «За оборону Сталинграда».
Приказом №28\н от 09.10.1943 года по 3-му гвард. кавкорпусу помощник начальника разведотдела штаба 3-го кавкорпуса, гвардии капитан Погребысский награждён орденом Красной Звезды за организацию и руководство поисковыми партиями по захвату пленных,что способствовало  успешному наступлению 32-й кав.дивизии с захватом ж\д Рославль — Смоленск.
Приказом ВС 3-го Белорусского фронта №: 505 от: 31.07.1944 года награждён орденом Отечественной войны 2-й степени за организацию уничтожения прорывавшейся из окружения группки немецко-фашистских войск в количестве 2 танков и до 100 человек в р-не г. Субботники.
Приказом ВС 2-го Белорусского фронта №: 222 от: 06.03.1945 года гвардии майор Погребысский награждён орденом Отечественной войны 1-й степени за интенсивное обеспечение информацией по выводу частей 17-й стрелковой дивизии из окружения вышестоящие штабы.
Приказом ВС 2-го Белорусского фронта №: 681 от: 11.06.1945 награждён орденом Красной Звезды за ответственной выполнение своих обязанностей и личную храбрость при боях на западном берегу р. Хавель в районе Мариенталя.
В декабре 1945 г. был демобилизован в звании майора. Вернулся в Институт математики АН УССР, где работал в должности старшего научного сотрудника до 1962 г. После переезда в Москву поступил на работу в Институт истории естествознания и техники АН СССР. В 1965 г. защитил диссертацию на соискание учёной степени доктора физико-математических наук.
Владел десятью иностранными языками. Перевел на русский язык ряд трудов Л. Эйлера, А. Пуанкаре и других выдающихся математиков.
В общей сложности в годы войны был награждён 11 боевыми орденами и медалями. В 1954 г. получил орден Трудового Красного знамени.
Похоронен вместе с женой на 38-м участке Востряковского кладбища в Москве.

## Шахматы
И. Б. Погребысский —  мастер спорта СССР (1937). Звание присвоено за победу в квалификационном матче над М. М. Юдовичем — 9 : 7 (+5 −3 =8).
Участник 11-го чемпионата СССР (1939 г.).
Чемпион Украинской ССР 1936 г. Серебряный призёр чемпионатов Украинской ССР 1927, 1937 и 1949 гг. Всего участвовал в 13 республиканских чемпионатах.
Чемпион Киева 1925 г.
Автор статей по разным вопросам шахмат.
После 1960 г. участвовал только в командных соревнованиях ДСО «Наука». Выступал за сборную АН УССР, потом — за команду своего академического института.
Г. М. Лисицын характеризовал Погребысского как сильного позиционного шахматиста. Лисицын отмечал, что Погребысский «обычно играет не азартно, но изобретательно, строя свой план игры прежде всего на стратегической основе. Следует отметить, что Погребысский не чуждается острой ожесточенной борьбы и <...> не отказывается от тактических осложнений. Погребысский неплохо знает дебют, хорошо защищается и очень точен в реализации достигнутого преимущества».

### Спортивные результаты
| Год  | Город     | Соревнование                                                | +  | − | =  | Результат | Место  |
| ---- | --------- | ----------------------------------------------------------- | -- | - | -- | --------- | ------ |
| 1925 | Киев      | Чемпионат Киева                                             |    |   |    |           | 1      |
| 1927 | Полтава   | 4-й чемпионат Украинской ССР                                | 7  | 1 | 7  | 10½ из 15 | 3      |
| 1928 | Одесса    | 5-й чемпионат Украинской ССР                                | 5  | 3 | 7  | 8½ из 15  | 6      |
| 1932 | Киев      | Чемпионат Киева                                             |    |   |    |           | [ 10 ] |
| 1936 | Киев      | 8-й чемпионат Украинской ССР                                | 9  | 2 | 6  | 12 из 17  | 1—2    |
| 1937 | Киев      | 9-й чемпионат Украинской ССР                                | 9  | 3 | 5  | 11½ из 17 | 2      |
|      | Киев      | Матч с М. М. Юдовичем (квалификационный, на звание мастера) | 5  | 3 | 8  | 9 : 7     |        |
| 1938 | Киев      | Полуфинал 11-го чемпионата СССР                             | 6  | 4 | 7  | 9½ из 17  | 6—7    |
|      | Москва    | Командное первенство ВЦСПС                                  |    |   |    |           |        |
| 1939 | Ленинград | 11-й чемпионат СССР                                         | 5  | 9 | 3  | 6½ из 17  | 15—16  |
| 1940 | Киев      | Полуфинал 12-го чемпионата СССР                             | 2  | 9 | 5  | 4½ из 16  | 17     |
| 1945 | Киев      | 14-й чемпионат Украинской ССР                               | 5  | 4 | 5  | 7½ из 14  | 7—8    |
| 1948 | Киев      | 17-й чемпионат Украинской ССР                               | 6  | 7 | 5  | 8½ из 18  | 11     |
| 1949 | Тбилиси   | Полуфинал 17-го чемпионата СССР                             | 2  | 7 | 7  | 5½ из 16  | 16     |
|      | Одесса    | 18-й чемпионат Украинской ССР                               | 12 | 4 | 3  | 13½ из 19 | 2—3    |
| 1950 | Тула      | Полуфинал 18-го чемпионата СССР                             | 0  | 4 | 11 | 5½ из 15  | 14—15  |
|      | Киев      | 19-й чемпионат Украинской ССР                               | 1  | 6 | 10 | 6 из 17   | 15—16  |
| 1956 | Киев      | 25-й чемпионат Украинской ССР                               | 6  | 5 | 8  | 10 из 19  | 10     |
| 1957 | Киев      | 26-й чемпионат Украинской ССР                               | 2  | 9 | 6  | 5 из 17   | 17     |
| 1959 | Киев      | 28-й чемпионат Украинской ССР                               | 4  | 7 | 10 | 9 из 21   | 14—15  |

## Семья
Жена — Зинаида Андреевна Артемьева (29 мая 1910 — 11 ноября 1997). Шахматистка. Участница чемпионата СССР 1937 г. Чемпионка Украинской ССР 1936 и 1938 гг. (оба раза участвовала в дележе 1—3 мест). Серебряный призёр чемпионатов Украинской ССР 1937 и 1948 гг. Бронзовый призёр чемпионата Украинской ССР 1949 г. Чемпионка Киевской области 1936 и 1937 гг. Инженер-экономист.
Дочь — Погребысская Елена Иосифовна, кандидат физико-математических наук, ведущий научный сотрудник Института истории естествознания и техники им. С.И. Вавилова РАН. Область научных интересов – история физики.

## Книги
- Михаил Васильевич Остроградский, 1801—1862 : Жизнь и работа. Научное и педагогическое наследие. — М.: Изд-во АН СССР, 1963. — 271 с. — (Научно-биографическая серия). В соавторстве с Б. В. Гнеденко.
- Стройк Д. Я. Краткий очерк истории математики / Пер. с нем. и доп. И. Б. Погребысского. — М.: Наука (ГРФМЛ), 1964. — 236 с. — 16 300 экз. (в пер.) (2-е изд. — 1969)
- От Лагранжа к Эйнштейну : Классическая механика XIX в. — М.: Наука, 1966. — 327 с.
- Французская наука и современная физика. — М.: Наука, 1967. — 79 с. В соавторстве с Б. Г. Кузнецовым.
- Фердинанд Миндинг, 1806—1885. Л.: Наука, 1970. 224 с., 1 л. портр. (Научно-биографическая серия). В соавторстве с Р. И. Галченковой, Ю. Г. Лумисте, Е. П. Ожиговой.
- Готфрид Вильгельм Лейбниц, 1646—1716. — М.: Наука, 1971. — 319 с. — (Научно-биографическая серия).
- Паскаль, 1623—1662. — М.: Наука, 1971. — 432 с. — (Научно-биографическая серия). В соавторстве с Е. М. Кляусом и У. И. Франкфуртом.
- От Лагранжа к Эйнштейну. — М.: Янус, 1996. — 400 с. — (Историки науки России XX века). — ISBN 5-88929-017-7.

Также участвовал в подготовке к печати книги «Развитие механики в СССР» и 1-го тома коллективного труда «История механики с древнейших времен до конца XVIII века».